# Érico Raabe

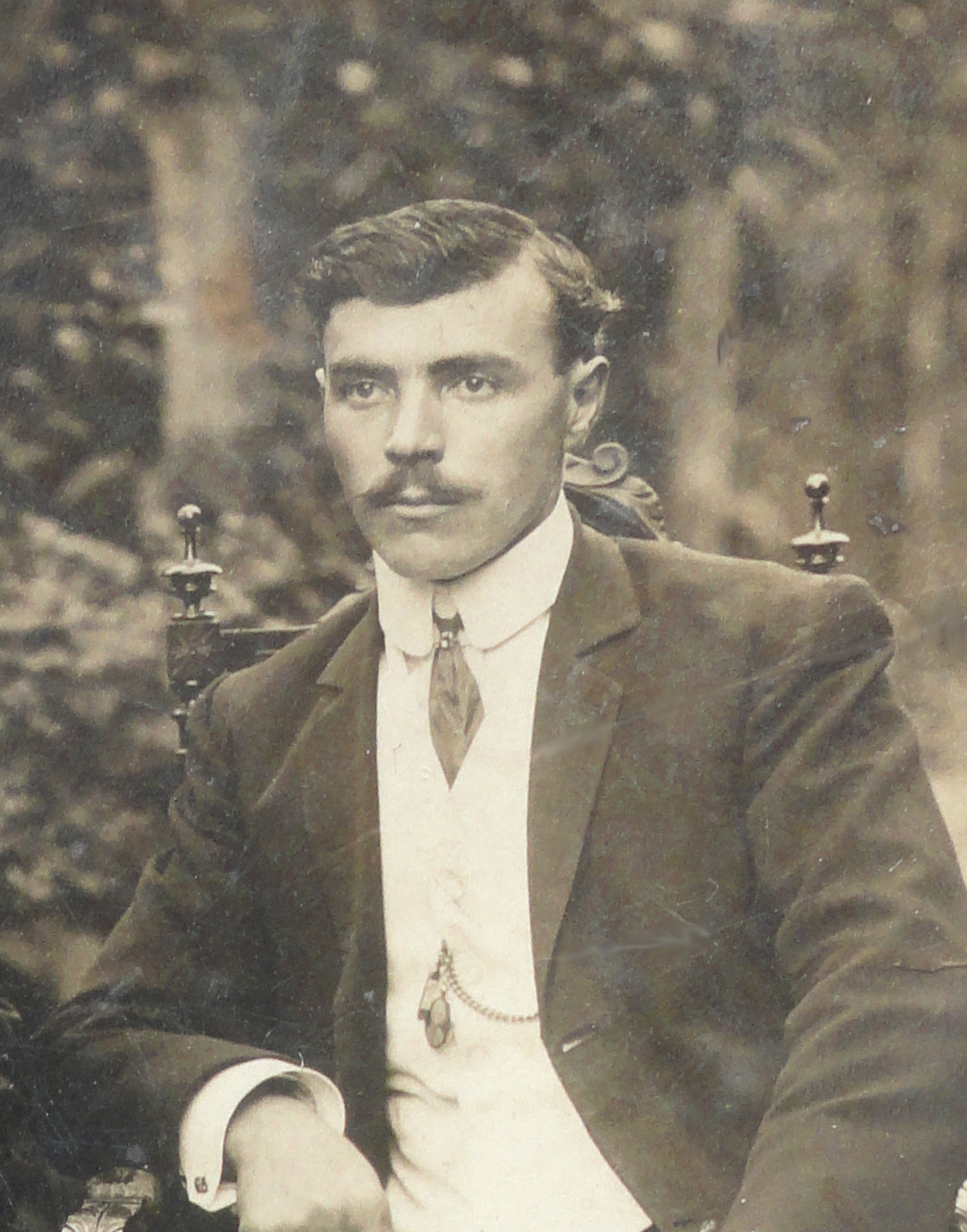
Érico Raabe no início do século XX

Érico Raabe (São Sebastião do Caí, 7 de setembro de 1885 — Caxias do Sul, 27 de junho de 1968) foi um ourives, político e empresário brasileiro, figura prestigiada na cidade de Caxias do Sul como alto funcionário da Metalúrgica Abramo Eberle, ganhando destaque também em Pantano Grande, onde tinha grandes investimentos, como um dos promotores da emancipação e progresso da cidade.

## Vida

### Caxias do Sul
Era filho de Walter Raabe, natural de Breslau, e Catarina Müller, nascida em Dois Irmãos. Passou sua juventude em São Sebastião do Caí, onde nasceu. Com 14 anos mudou-se para Caxias do Sul e logo começou a trabalhar, iniciando como funcionário da metalúrgica de Amadeo Rossi, depois instalou uma oficina própria, em seguida foi gerente técnico da indútria Fracalanza, e em 1904 uniu-se a Abramo Eberle e Luiz Gasparetto na sociedade que eles haviam criado fundindo a primeira funilaria de Eberle e uma ourivesaria mantida por Gasparetto, sociedade que deu origem à Ourivesaria e Funilaria Central de Abramo Eberle e Cia., estabelecida com um capital inicial de 24,2 contos de réis, e contando com sessenta operários. Érico passou a atuar como ourives e um dos administradores da empresa, que veio a se tornar na primeira metade do século XX uma grande metalúrgica, uma das maiores da América Latina. Em 1919 Érico era chefe da seção de gravação, em 1924 chefe da seção de artigos sacros, e na década de 1950 desempenhava a importante função de gerente-geral. Esteve diretamente envolvido com a criação das estátuas do grande Monumento Nacional ao Imigrante, fundidas na Metalúrgica Eberle. Também participou da diretoria do time de futebol mantido pela metalúrgica, o Grêmio Atlético Eberle, sendo várias vezes seu conselheiro fiscal.
Ao mesmo tempo integrava-se à comunidade assumindo outras funções públicas. Foi vereador eleito em 1928, permanecendo no cargo até a dissolução do Poder Legislativo pela Revolução de 1930, tesoureiro do Hospital Beneficente Santo Antônio presidente do Recreio da Juventude, e em várias gestões conselheiro fiscal do Recreio Guarany, um clube social e recreativo, recebendo em 1951 um diploma de sócio benemérito.

### Pantano Grande
Também relevante foi sua atuação em Pantano Grande a partir da década de 1940, onde, junto com seus filhos, fomentou o desenvolvimento econômico e social da comunidade através de várias empresas que fundou. O início de sua atividade na região foi recuperada em matéria na revista Posto Avançado, que enfocou particularmente a carreira de seu filho Oscar Alberto:
"São quase 50 anos de atuação no setor da revenda de combustíveis. À frente da Raabelândia, de Pantano Grande, o Dr. Raabe, como é conhecido, ingressou no segmento da revenda após começar a plantar arroz naquela região com o pai, enquanto estudava Agronomia na faculdade. 'A vila tinha apenas 16 casas na época, era o 5º Distrito de Rio Pardo. Com o engenho de arroz é que tudo começou. Fui para lá depois que me formei e ajudamos a criar o município', relembra. Com a expansão da plantação de arroz, eles perceberam que o entroncamento da rodovia – em direção a Cachoeira do Sul, Rio Pardo e Pantano Grande – precisava, em breve, de um posto de abastecimento. 'Não tinha a BR 290, nem asfalto bonito. Mas era o entrocamento. E aí fizemos um contrato, com a Shell do Brasil, para um posto pequeno, a Raabelândia', recorda o empresário".
Os negócios cresceram, passando a incluir uma mecânica, um hotel, um restaurante, uma mineradora, beneficiadora e comércio de calcário e uma distribuidora de combustíveis, que foram a origem das Organizações Raabe, hoje um conglomerado empresarial que integra a Raabe Calcários, a Raabe Combustíveis, a Raabe Comercial de Alimentos e a Raabe Arroz, Comércio e Transportes Ltda. Sua mineradora lançou na década de 1950 o corretivo de solos ácidos Calativa, que foi rapidamente aceito pelos agricultores do estado e largamente utilizado. Além disso, Érico foi, ao lado de alguns de seus filhos, um ativo defensor da emancipação de Pantano Grande, participando da comissão emancipadora.

### Palacete Raabe
Érico acumulou riqueza e construiu em Caxias do Sul um palacete, que veio a se tornar um dos mais icônicos edifícios da cidade, que acabou vendido e depois demolido em 1990 quando estava sendo proposto o seu tombamento. O caso gerou polêmica na época e ainda hoje é lamentado como um símbolo do descaso que tantas vezes põe a perder valiosos patrimônios históricos brasileiros. Nas palavras de Mario Michelon, então diretor do Museu e Arquivo Histórico, "a demolição do prédio da família Raabe foi um golpe na preservação cultural da cidade e entristece profundamente todos aqueles que estão trabalhando pela continuidade da história para as futuras gerações".

## Reconhecimento

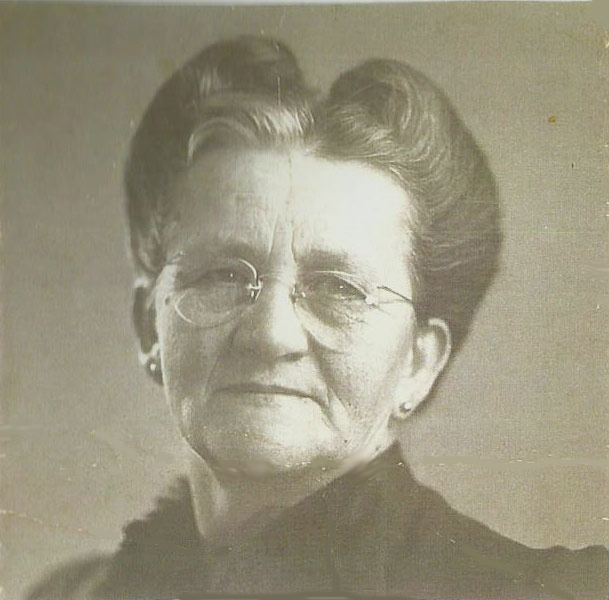
Celestina Artico Raabe

Érico Raabe casou-se em 5 de agosto de 1905 com Celestina Artico, de tradicional família caxiense, filha de Osvaldo Artico, o Velho, e Magdalena de Nadai, gerando 14 filhos e grande descendência. "Pessoa vastamente relacionada" em Caxias do Sul, seus aniversários eram notícia, e em 1943 recebeu homenagens dos funcionários da metalúrgica. Suas Bodas de Ouro, celebradas em 1955, geraram outra homenagem, "dada a estima que desfruta o casal no seio da sociedade da Pérola das Colônias". Na ocasião Celestina recebeu dos funcionários da metalúrgica um diadema de ouro com 14 folhas, representando cada um dos seus filhos. Segundo nota no Diário de Notícias, a festa teve mil e duzentos convidados e "larga repercussão", "marcando época na vida social de nossa cidade", como lembrou mais tarde Alberto Arioli, "numa evocação sentimental de que toda a população participou". Arioli recordou a trajetória de Érico, citando-o como ...
"[...] um dos mais zelosos e exemplares servidores da empresa. Alcançou o alto posto de gerente geral da fábrica através do seu trabalho honrado, operoso e leal, aliado ao seu apurado senso de profissionalismo. Homem de excelsas virtudes morais e humanas, situou-se desde os primeiros momentos na vanguarda dos que sabem fazer amigos pela bondade e pela magnanimidade de seu coração. [...] Viu Caxias crescer e durante mais de meio século ajudou a construir o seu progresso".
Em 1964, quando ainda vivia, sua contribuição para o desenvolvimento de Pantano Grande foi reconhecida publicamente, batizando-se a principal praça da cidade com seu nome, onde foi erguido um busto em sua homenagem. A solenidade, "revestida de extraordinário brilhantismo", foi objeto de uma longa matéria no Diário de Notícias, onde se multiplicam efusivos elogios à sua pessoa:
"Só os mais famosos poetas é que poderiam descrever a beleza e a grandiosidade das justas e eloquentes homenagens que foram prestadas, no dia 24 de maio do ano em curso, pela acolhedora e progressista população de Pantano Grande, a futura e imponente Cidade Raabelândia, ao ilustre casal de autênticos pioneiros, industrial Érico Raabe e sua dedicada e modelar esposa, d. Celestina Artico Raabe, fundadores de uma família digna de ser tomada como exemplo, em todos os sentidos, por milhares e milhares de outras famílias e pessoas de bem [...]. Não é possível descrever-se numa rápida crônica ou reportagem as distintas facetas e a profundidade dos objetivos que moveram os sentimentos daquela formidável massa humana, composta de figuras mais representativas de Porto Alegre, Rio Pardo, Caxias do Sul, além de diversas outras cidades e municípios do estado e do país, dos mais distintos setores de atividades criadoras de riquezas e fiadoras da nossa liberdade, que ali marcaram o seu encontro para festejar a grandiosidade da obra realizada pelo clã dos Raabe, sob a nobre inspiração, amor e carinho do industrial Érico Raabe e sua esposa, d. Celestina Artico Raabe, em favor do aceleramento do progresso daquela região e do próprio Rio Grande do Sul. [...] Foi uma festa de exaltação dos verdadeiros valores morais e patrióticos do homem de bem, do homem capaz e seguro de sua responsabilidade para com a sociedade em que vive e a Pátria que o acolhe. Uma festa de grandeza moral e de exaltação da Família, o alicerce sobre o qual repousa a segurança da própria Pátria".
Vários discursos proferidos na ocasião reiteraram seus sólidos valores morais, sua beneficência, sua visão de futuro, sua capacidade empreendedora e seu compromisso com o progresso da sociedade, em perorações "comovidas" que teciam-lhe um "verdadeiro hino de louvor", com é exemplo a fala do banqueiro Egydio Michaelsen, dizendo que na contemplação do busto de bronze "todos saberão pelo tempo infinito que o patrono da praça ora inaugurada foi um exemplar chefe de família, um grande patriota, um homem realizado e plenamente vitorioso, tendo constituído uma grande descendência toda ela educada e devidamente capacitada para servir aos superiores interesses do estado e do Brasil". Após a inauguração do logradouro, foi servido um grande churrasco, quando se renovaram os preitos de admiração e o deputado Cândido Norberto, "ao concluir sua belíssima oração, beijou as mãos do casal homenageado, sob ensurdecedores aplausos de todos os presentes".
Érico Raabe faleceu em Caxias do Sul em 27 de junho de 1968, com 83 anos, vindo a batizar uma rua em 1971. Batizou também uma rua em Pantano Grande e é lembrado pela Câmara Municipal como Pai da Emancipação.

## Descendência
Com Celestina, Érico gerou os seguintes filhos:

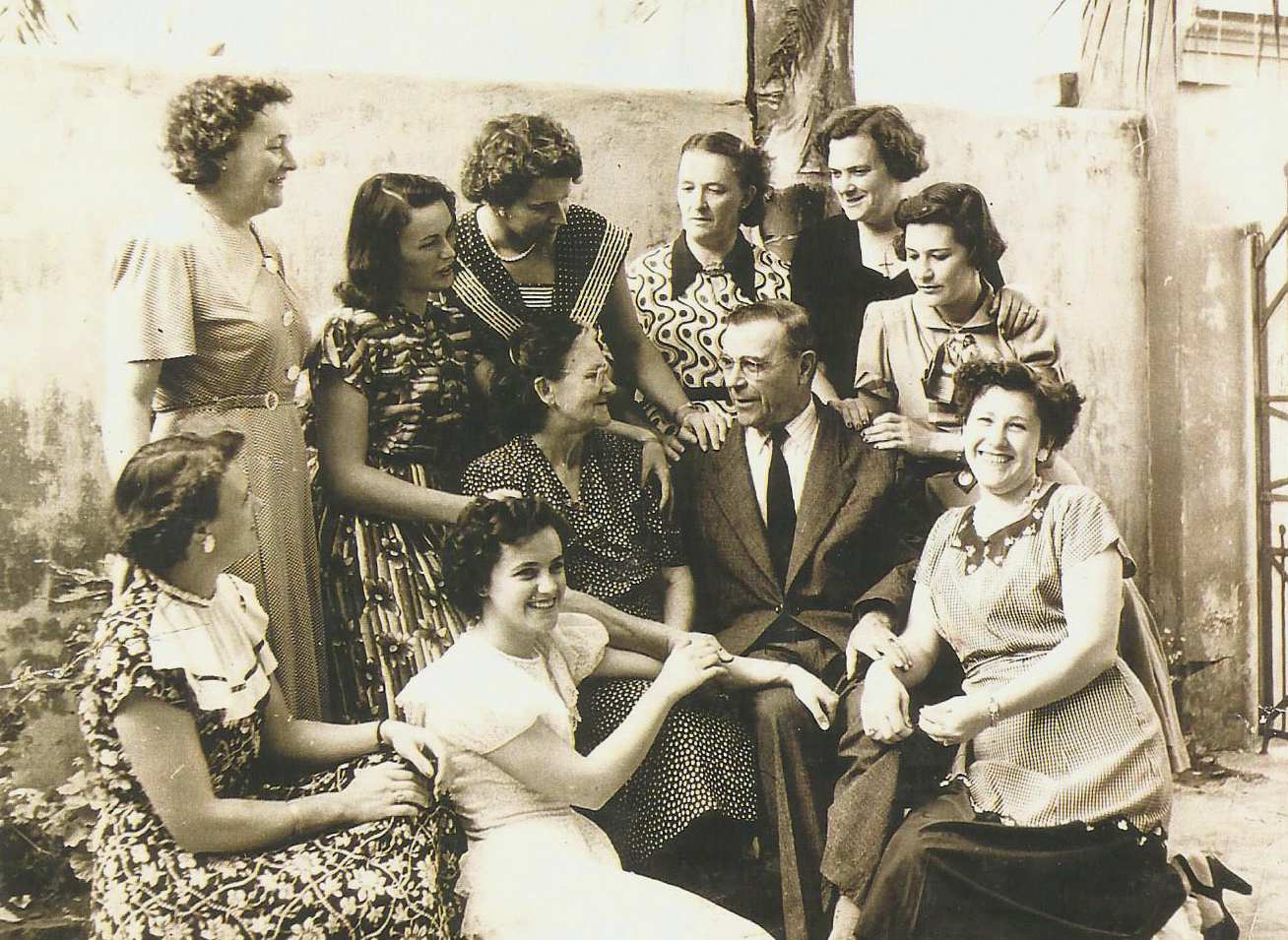
Érico e Celestina Raabe entre suas filhas

- Walter, sócio das empresas familiares,[35] casado com Aglaé Souza de Abreu.
- Elydia (Lidia), casada com Angelo Ricardo Costamilan, historiador, ativo em obras sociais e beneficentes e vice-prefeito de Caxias.
- Norma, casada com Rodolfo Storchi, funcionário da Metalúrgica Eberle, dirigente da Metalúrgica Triches e um dos fundadores da Metalúrgica Tomasi junto com Natalino Tomasi,[36] dirigente do Guaracy Clube, de "atividade incansável",[37] membro da Comissão de Festas do Recreio da Juventude, contrabaixista na banda Típica Inspiración e líder e baterista da banda Jazz Tupi.[38]
- Noemia, rainha do Guaracy Clube,[39] casada com Benno Eichler.
- Laura, casada com Cláudio Favaro.
- Ethel, diretora do Guaracy Clube,[40] casada com Rafael Buratto.
- Oswaldo, proprietário da Granja Cinturão Branco em Gravataí e premiado criador de galinhas da raça Leghorn,[41] conselheiro do Grêmio Atlético Guarany,[42] casado com Hedy Anna Lamb.
- Lair, casada com Adelar Nora, comerciante, membro da Diretoria da União dos Caixeiros Viajantes e presidente do Recreio Guarany.[18]
- Ruth, tesoureira do Guaracy Clube,[43] casada com Reinaldo Salatino "da alta sociedade local", sócio benemérito do Departamento de Bochas do Esporte Clube Juventude, e da Diretoria do Recreio da Juventude.[44][45]
- Erico Mário, casado com Clelia Barconi, jogador e capitão do Esporte Clube Guarany,[46] depois radicado em Pantano Grande, onde foi presidente da Comissão de Emancipação da cidade.[47][26] Seu nome batizou o Museu Municipal. Seu filho Éricson Roberto, empresário, foi vereador de Rio Pardo e também ativo no processo de emancipação de Pantano Grande, sendo seu primeiro vice-prefeito, depois prefeito e hoje nome do auditório da Câmara.[48][26]
- Alberto, radicado em Rio Pardo, onde foi presidente do Rotary Club,[49] vereador, líder do governo na Câmara Municipal e um dos líderes do movimento trabalhista, chamado de “influente prócer daquele próspero distrito”.[50] Foi casado com Jesuema Antonieta Bisol.
- Oscar, casado com Zelia Andreazza Zugno, trabalhou nas empresas Eberle, foi presidente do Recreio Guarany e membro do Conselho Consultivo do Grêmio Atlético Guarany.[51][52] Mudou-se para Porto Alegre na década de 1940 para juntar-se a um grupo de comerciantes e exportadores de arroz com sede no recém-inaugurado Palácio do Comércio, e foi presidente das Organizações Raabe.[53] Seu filho Oscar Alberto Raabe, engenheiro agrônomo, foi fundador e presidente do Liberais Esporte Clube, criou o Rotary Club de Pantano e também o de Rio Pardo. Desde 1974 é ativo integrante do Sindicato dos Revendedores de Combustíveis do Rio Grande do Sul, chegando à sua vice-presidência, foi um dos fundadores em 1992 da Cooperativa dos Revendedores de Combustíveis, tendo desempenhado importante papel em sua administração e desenvolvimento, é vice-presidente da Federação das Indústrias do Rio Grande do Sul, conselheiro-curador da Fundação Gaúcha dos Bancos Sociais, presidente da Associação Brasileira dos Produtores de Calcário Agrícola e do Sindicato da Indústria de Extração de Mármore, Calcário e Pedreiras do Estado do Rio Grande do Sul. Paralelamente, atua como diretor das Organizações Raabe.[54]
- Célia, casada com Antônio Machado.
- Dory, secretária do Guaracy Clube,[40] uma das fundadoras do primeiro Clube de Mães, participou por muitos anos do Movimento de Cursilho de Cristandade, foi membro ativo do Centro de Tradições Gaúchas Rincão da Lealdade.[55] Foi casada com Dirceu Wisintainer, dono de uma concessionária de automóveis e nome de rua.